# Jan Walkier
Jan Walkier was een veertiende-eeuws burgemeester van Brugge.

## Levensloop
Walkier was poorter van de stad en behoorde ook tot de ambachten. 
Hij was actief in het stadsbestuur, als volgt:
- 1330-1331: schepen
- 1331-1332: schepen
- 1332-1333: schepen
- 1333-1334: raadslid
- 1335-1336: schepen
- 1337-1338: raadslid
- 1338-1339: schepen.

Het waren de jaren van hevige opstanden tegen de graaf van Vlaanderen en de oorlogen geleid door Jacob van Artevelde.
Na die laatste datum verdween Walkier uit Brugge en werd duidelijk verbannen. Dit blijkt omdat in 1361 door Lodewijk van Male aan een aantal verbannen inwoners genade werd verleend. Het ging hoofdzakelijk om opstandelingen van de jaren 1359-1360, maar tevens om bannelingen van het einde van de jaren dertig, zoals Walkier.
Enkele jaren na zijn terugkeer werd Walkier opnieuw toegelaten in het stadsbestuur, als volgt:
- 1370-1371: schepen
- 1371-1372: raadslid
- 1373-1374: burgemeester van de raadsleden
- 1374-1375: burgemeester van de schepenen
- 1379-1380: schepen.

De jarenlange ballingschap belette dus niet dat hij nadien toch nog de hoogste functie kon bereiken.
In 1380 behoorde hij tot de aanvoerders van de Brugse milities die zich tegen de graaf keerden en aansloten bij de 'Gentse Opstand'. Hij was in 1384 nog 'kapitein van Brugge'.